# София Хоенцолерн
София Хоенцолерн (на немски: Sophie Hohenzollern) е германска принцеса и кралица на Гърция, съпруга на крал Константинос I.

## Произход и брак
София е родена в Потсдам като София Доротея Улрика Алиса, принцеса на Прусия (на немски: Sophie Dorothea Ulrike Alice von Preußen). Тя е дъщеря на германския император, тогава само принц, Фридрих III, и на британската принцеса Виктория Сакскобургготска, дъщеря на кралица Виктория.
На 27 октомври 1889 г. в Атина София се омъжва за гръцкия принц Константинос. Двамата имат шест деца:
- Георгиос II (1890 – 1947)
- Александрос I (1893 – 1920)
- Елена Гръцка, кралица на Румъния (1896 – 1982)
- Павлос I (1901 – 1964)
- Ирина Гръцка (1904 – 1974)
- Екатерини Гръцка (1913 – 2007)

## Кралица на Гърция
През 1913 г. Константинос се възкачва на гръцкия престол като крал Константинос I, а София е обявена за негова кралица.
През 1916 г. в кралската резиденция Татои избухва пожар, който унищожава резиденцията и голяма част от заобикалящата я гора. Кралица София успява да спаси най-малката си дъщеря Екатерини, изминавайки повече от два километра, носейки я на ръце. Пожарът продължава 48 часа и се смята, че е предизвикан умишлено, за да бъде убито кралското семейство.
По време на Първата световна война в Гърция София е погрешно смятана за прогермански настроена, въпреки че тя е категорично на страната на Антантата, за разлика от съпруга си, който клони към Централните сили. През 1917 г. крал Константинос I абдикира заради прогерманските си настроения и заедно със семейството си се установява в Швейцария. На престола в Гърция се възкачва синът на София и Константинос I, Александрос I. Новият крал обаче умира от стрептококова инфекция на 12 октомври 1920 г. след ухапване от маймуна в царския парк. Това налага отзоваването на Константинос I и София обратно в Гърция, за да заемат отново престола. Кралската двойка обаче е прогонена повторно през 1922 г. заради гръцката загуба във войната срещу Кемалистка Турция. Крал Константинос I умира на следващата година.

## Смърт
Кралица София умира през 1932 г. от рак във Франкфурт. Като бивша гръцка кралица през 1936 г. тя е препогребана до съпруга си в кралската гробница на гръцките крале в Татои.